# Tetrix albistriatus
Tetrix albistriatus är en insektsart som beskrevs av Yao, Y. och Z. Meng 2006. Tetrix albistriatus ingår i släktet Tetrix och familjen torngräshoppor. Inga underarter finns listade i Catalogue of Life.